# Christisonia wightii
Christisonia wightii là loài thực vật có hoa thuộc họ Cỏ chổi. Loài này được Elmer mô tả khoa học đầu tiên năm 1915.